# Parkurbis

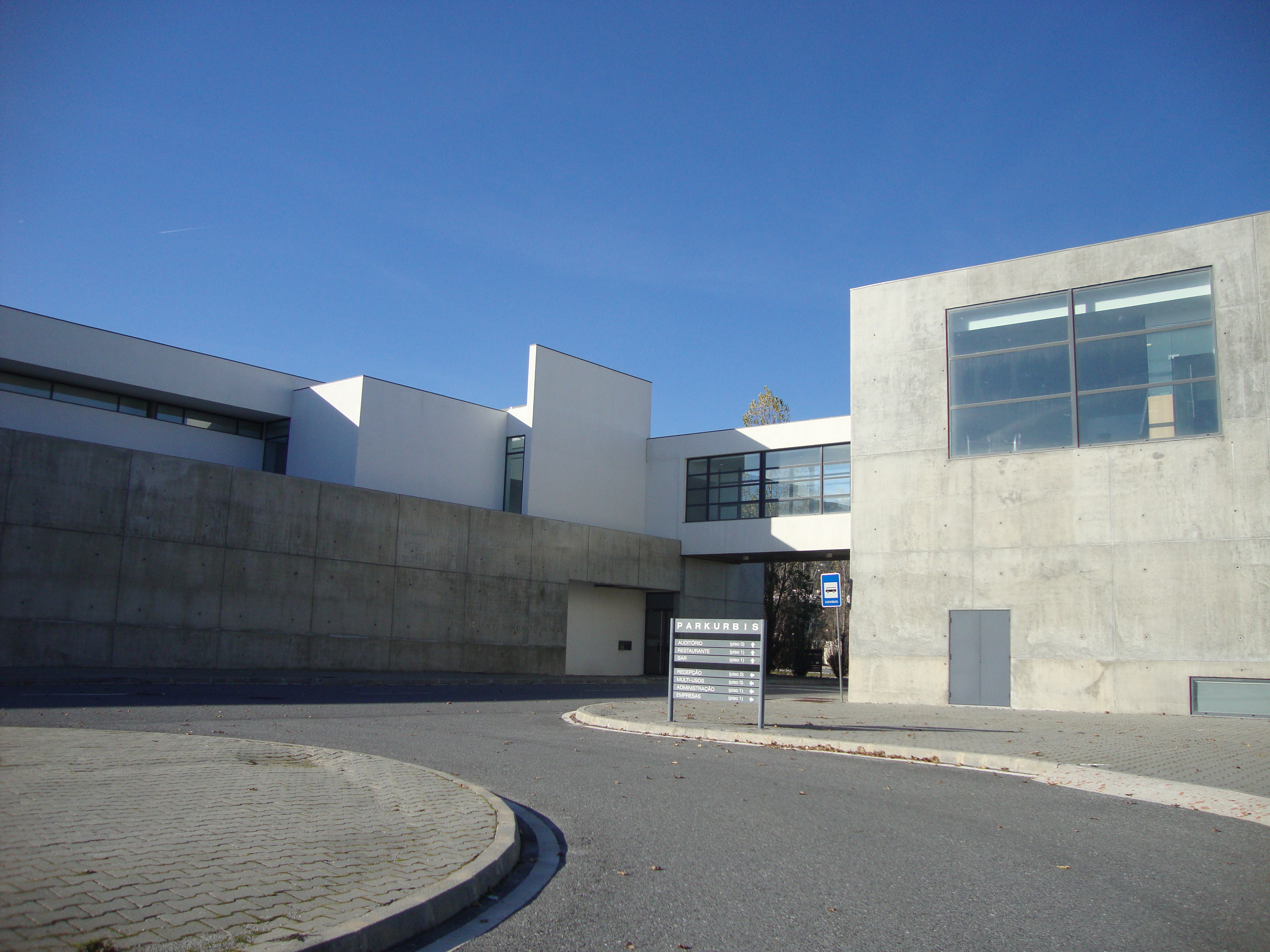
Vista do Parkurbis.

Parkurbis é um parque de ciência e tecnologia na Covilhã, Portugal. Visa apoiar e promover novas tecnologias, a criação de empresas start-up e o empreendedorismo. Está ligada à Universidade da Beira Interior (UBI) e a empresas locais.